# Diana Nikančikova
Diana Ivanovna Nikančikova (in russo Диана Ивановна Никанчикова?; Minsk, 24 novembre 1937) è un'ex schermitrice sovietica, vincitrice di tre medaglie d'oro ai campionati mondiali di scherma.